# Mario Castro (Fußballspieler, 1923)
Mario Eduardo Castro Pizarro (* 23. September 1923 in Chile; † 18. August 1983) war ein chilenischer Fußballspieler. Der Mittelfeldspieler absolvierte zwölf Länderspiele für Chile.

## Vereinskarriere
Mario Castro spielte bis 1948 für CD Santiago Morning und wechselte dann zum CSD Colo-Colo. Mit den Albos wurde er Meister 1953. Es war seine letzte Saison in der Primera División.

## Nationalmannschaftskarriere
Mario Castro debütierte für die Nationalmannschaft unter Ferenc Plattkó beim 1:0-Erfolg über Uruguay beim Campeonato Sudamericano 1945, als er für Torschütze Desiderio Medina eingewechselt wurde. Es war sein einziges Turnierspiel, bei dem La Roja den dritten Platz erreichte.
Beim Campeonato Sudamericano 1946 absolvierte Castro alle Turnierspiele, jedoch beendete La Roja das Turnier mit zwei Siegen und drei Niederlagen als fünfte der sechs teilnehmenden Nationen. Bei seiner dritten Südamerikameisterschaft, dem Campeonato Sudamericano 1949 in Brasilien, stand Castro in zwei Spielen in der Startelf und wurde zudem in zwei Spielen eingewechselt. Das Team von Nationaltrainer Luis Tirado belegte erneut den fünften Platz, diesmal nahmen jedoch acht Nationen teil.
Zusätzlich zu den Spielen bei den Südamerikameisterschaften absolvierte Castro zwei Freundschaftsspiele. Das letzte Länderspiel war ein Freundschaftsspiel im Juli 1953 gegen Spanien. Castro kam damit insgesamt zwölf Mal für die Nationalmannschaft zum Einsatz.

## Erfolge
Colo-Colo
- Chilenischer Meister: 1953